# Ivanoe Fraizzoli
Ivanoe Fraizzoli (ur. 2 maja 1916 w Mediolanie, zm. 8 września 1999) – włoski przedsiębiorca i działacz piłkarski.
W latach 1968–1984 Fraizzoli pełnił funkcję prezydenta Interu Mediolan. Podczas jego prezydentury Inter zdobył mistrzostwo Włoch w 1971 i 1980 roku, Puchar Włoch 1978 i 1982 oraz osiągnął finał Pucharu Europy Mistrzów Krajowych w 1972 roku.